# تابستان داغ و مرطوب آمریکایی
تابستان داغ و مرطوب آمریکایی (به انگلیسی: Wet Hot American Summer) فیلمی محصول سال ۱۹۹۸ و به کارگردانی دیوید وین است. در این فیلم بازیگرانی همچون جنین گرافلو، دیوید هاید پیرس، مالی شنون، پل راد، کریستوفر ملونی، مایکل شوالتر، مارگریت مورو، کن مارینو، زاک اورث، ایمی پولر، بردلی کوپر، کوین سوسمن، الیزابت بنکس، جو لو ترولیو، جودا فریدلندر و اچ. جان بنجامین ایفای نقش کرده‌اند.